# Stadtbezirk 5 (Düsseldorf)
Der Stadtbezirk 5 ist einer von zehn Stadtbezirken der nordrhein-westfälischen Landeshauptstadt Düsseldorf. Er umfasst die nördlichen Stadtteile Stockum, Lohausen, Kaiserswerth, Wittlaer, Angermund und Kalkum. Die Form der Stadtbezirke zur Gliederung der Stadt Düsseldorf wurde 1975 eingeführt. Der Sitz der Bezirksverwaltung befindet sich auf dem Kaiserswerther Markt in Kaiserswerth. Die nördliche Grenze des Stadtbezirks stellt gleichzeitig die Düsseldorfer Stadtgrenze zur Stadt Duisburg dar.
Im Gegensatz zu anderen nordrhein-westfälischen Großstädten wie zum Beispiel Köln oder Duisburg verfügen die Stadtbezirke in Düsseldorf nicht über Eigennamen, sondern werden lediglich mit einer Ziffer bezeichnet.

## Beschreibung
Der Stadtbezirk 5 ist flächenmäßig der größte der zehn Stadtbezirke und umfasst gut ein Viertel des gesamten Stadtgebietes der Landeshauptstadt. Der Stadtbezirk ist von starken Gegensätzen geprägt. Im Süden des Gebietes liegen der Düsseldorfer Flughafen, das Messegelände sowie die Multifunktionsarena; der Norden dagegen ist überwiegend durch Landwirtschaft, Wälder sowie Vorstadtbebauung in den Stadtteilen Wittlaer, Angermund und Kalkum geprägt. Die nicht von der Messe vereinnahmten Teile Stockums sind überwiegend gediegene Wohngegenden, größtenteils mit Villenbebauung aus den 1930er Jahren. Lohausen hingegen ist noch immer dörflich geprägt, da keine größere Entwicklung des Stadtteils aufgrund der Nachbarschaft zum Flughafen möglich war. Kaiserswerth schließlich, mit seinem mittelalterlichen Kern, bietet das Bild einer gemütlichen Kleinstadt und bildet in jeder Hinsicht das Zentrum des gesamten Stadtbezirkes. Im ehemaligen Rathaus von Kaiserswerth befinden sich die Bezirksvertretung und die Bezirksverwaltungsstelle. Ebenfalls in Kaiserswerth befindet sich die für den Düsseldorfer Norden zuständige Zweigstelle der Düsseldorfer Stadtbibliotheken.
Trotz der, für Düsseldorfer Verhältnisse zum Teil, großen Entfernungen zur Innenstadt und der Belästigungen des Flughafens ist der gesamte Stadtbezirk ein sehr beliebter Wohnstandort. Sowohl Mieten als auch Bodenrichtwerte gehören zu den höchsten in der Stadt. Außer in Kaiserswerth und zum Teil in Stockum, wo es auch Mehrfamilienhäuser in größerem Umfang gibt, überwiegt die Bebauung mit Ein- und Zweifamilienhäusern.
Verkehrsverbindungen in die Düsseldorfer Innenstadt und nach Duisburg bestehen über die Bundesstraße 8, die Schnellstraße B 8n sowie die Stadtbahnlinie U79. In Angermund existiert ein S-Bahnhaltepunkt der Linie S1.

## Geschichte

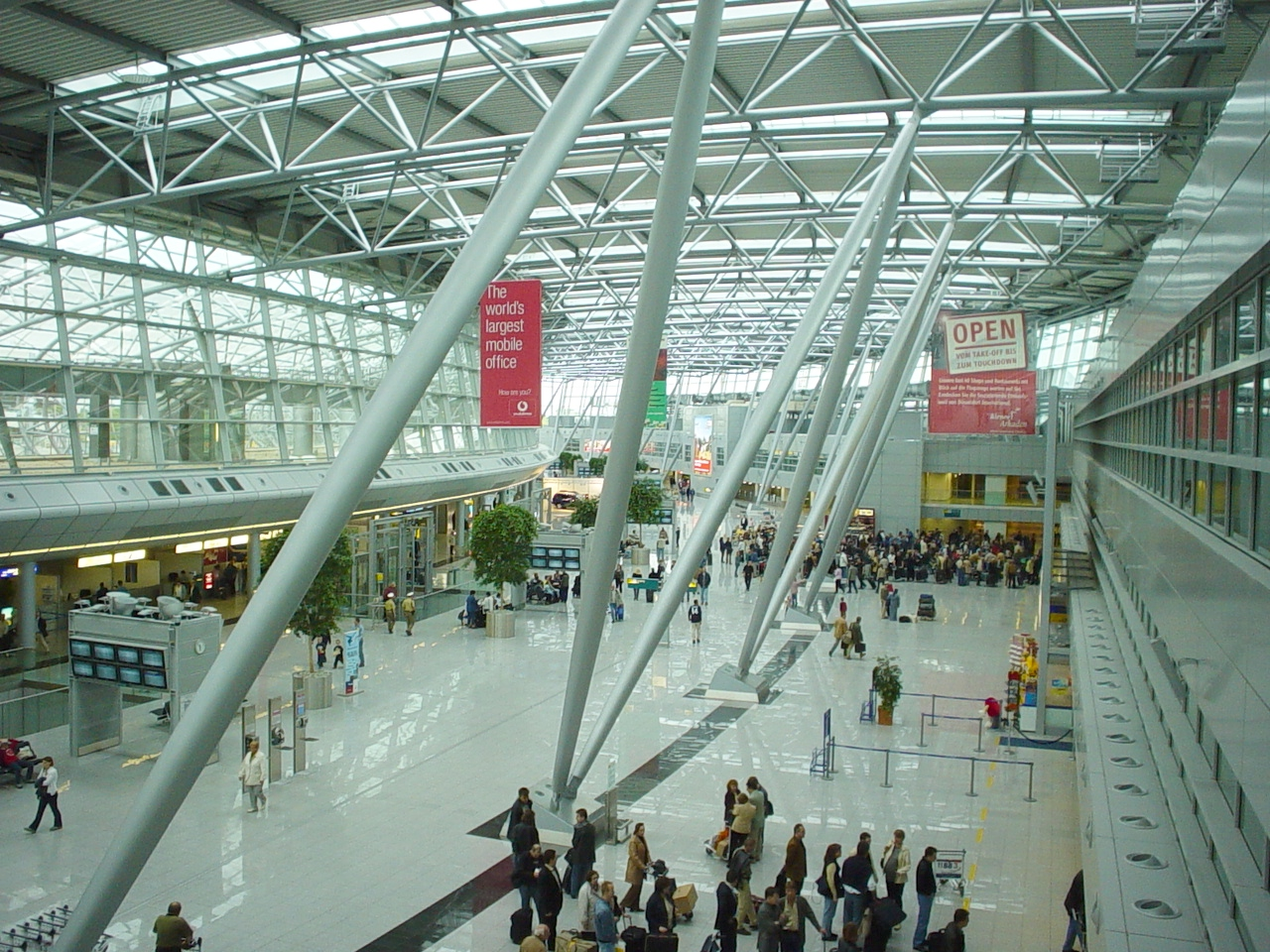
Flughafen

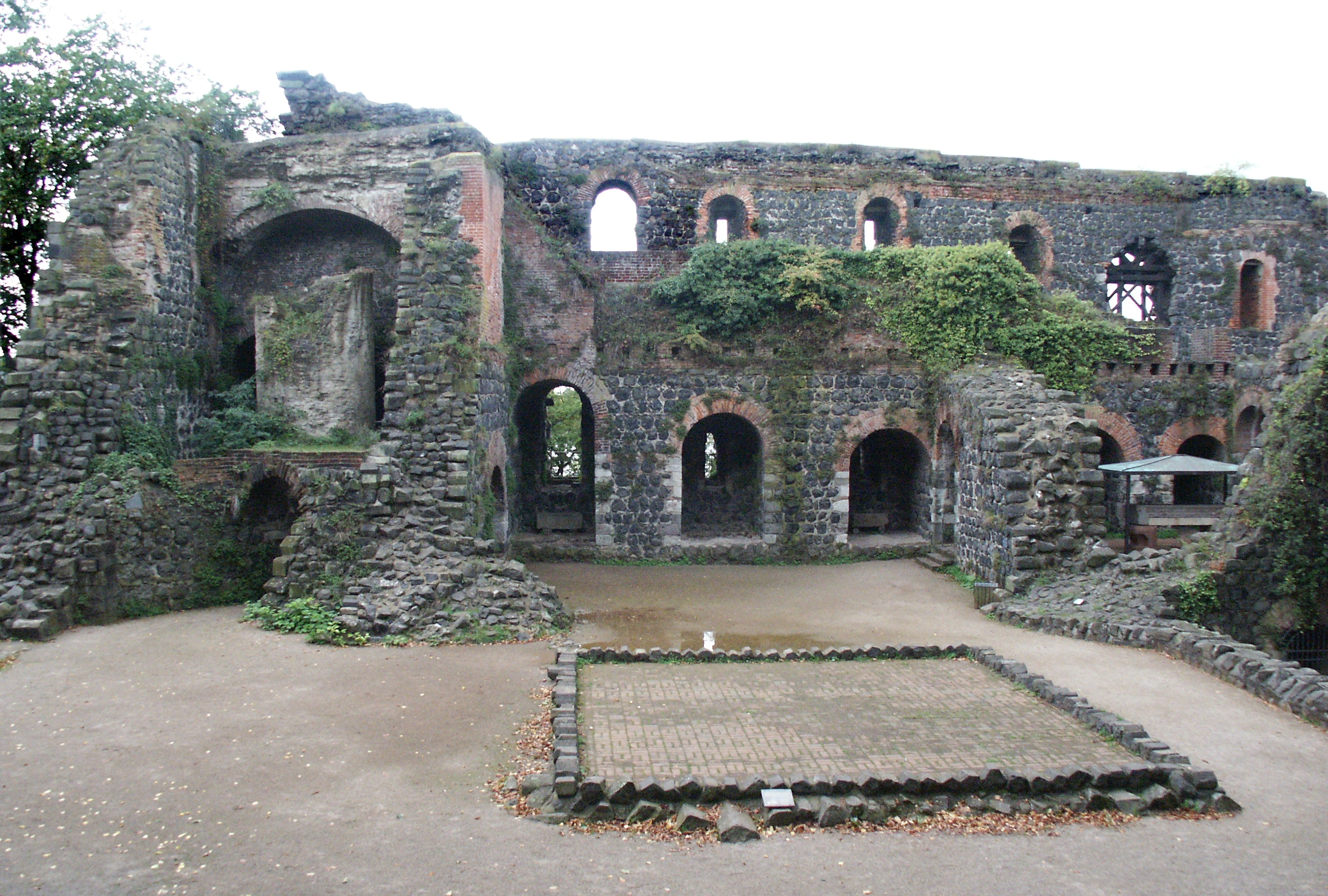
Kaiserpfalz

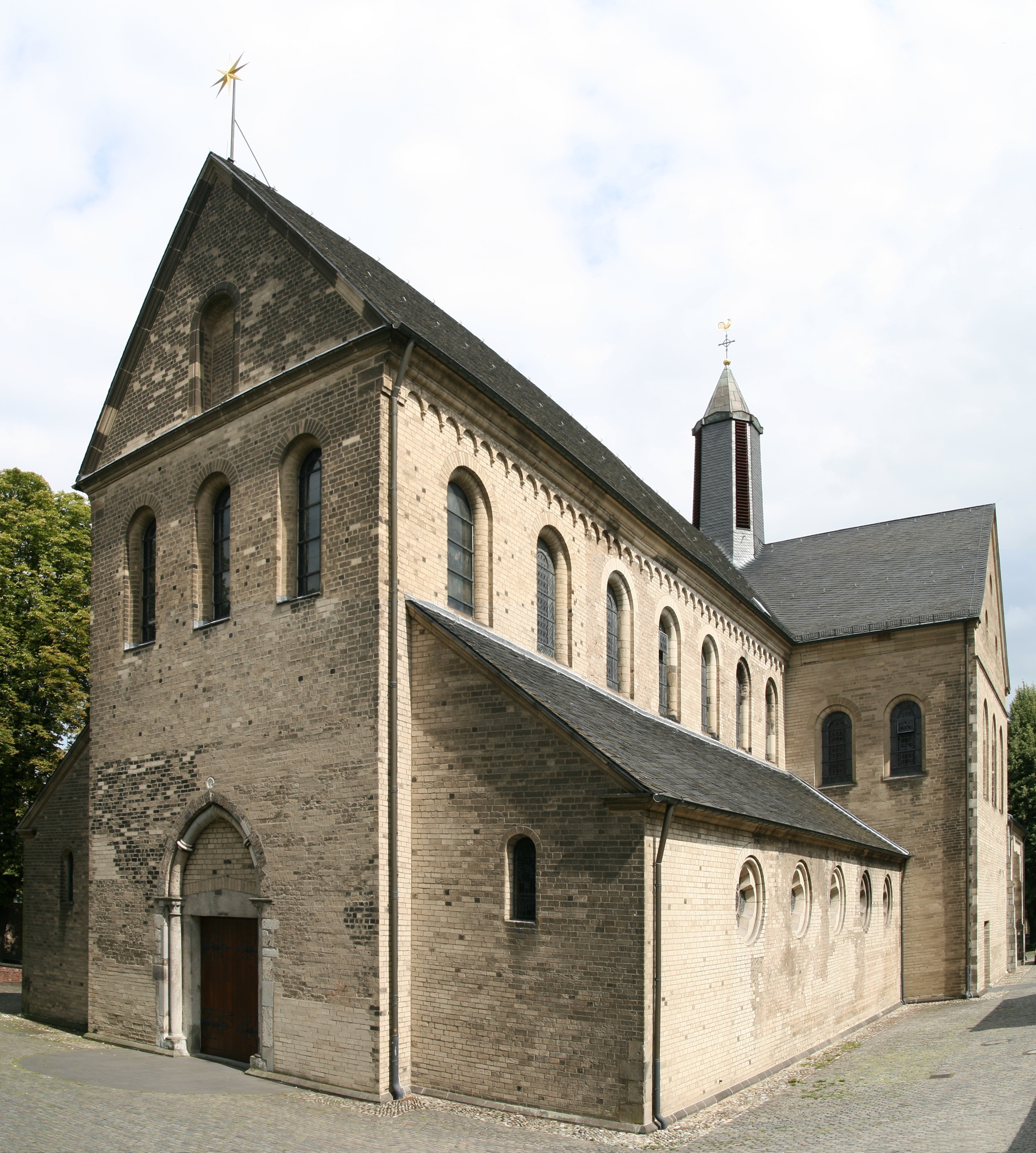
St. Suitbertus in Kaiserswerth

Kaiserswerth gehört zu den ältesten Siedlungen auf Düsseldorfer Stadtgebiet und hat eine reiche Geschichte als eigenständige Stadt. Kalkum weist die früheste urkundliche Erwähnung auf Düsseldorfer Stadtgebiet auf. Die entsprechende Text stammt aus dem Jahre 892 (Calechheim). Lohausen wird urkundlich erstmals 1047 (Lohuson) erwähnt, Wittlaer 1144 (Wizelare) und Angermund 1188 (Angermunt). Es handelte sich um Landgüter und Herrensitze des Adels. In der Folge entwickelten sich kleinere Ansiedlungen. Im Wesentlichen blieb der gesamte Bereich mit Ausnahme von Kaiserswerth bis in die Neuzeit jedoch landwirtschaftlich geprägt.
1929 wurden Kaiserswerth und Lohausen eingemeindet. Der Flugbetrieb des Lohauser Flugfeldes begann 1927, der Flughafen wurde 1929 gegründet. 1937 wurde der Nordpark sowie angrenzend nationalsozialistische Mustersiedlungen im Rahmen der Reichsausstellung Schaffendes Volk errichtet. 1971 eröffnete das neue Messegelände in Stockum. 1975 wurden schließlich die Villenvororte Wittlaer, Kalkum und Angermund eingemeindet. Um die Jahrhundertwende erfolgte der Abriss des Rheinstadions von 1972 und der Neubau einer Multifunktionsarena (heute Merkur Spiel-Arena) mit Dachöffnungsmöglichkeit.

## Besonderheiten
Der Stadtbezirk gehört mit Abstand zu den wohlhabendsten in der Landeshauptstadt. Das zu versteuernde Einkommen je Steuerpflichtigen lag im gesamten Stadtbezirk 2007 bei über 70.000 Euro, in Kaiserswerth und Kalkum über 70.000 Euro. Wittlaer wies mit 99.021 Euro den höchsten Wert in Düsseldorf auf. Auch Kaiserswerth (76.896 Euro) und Kalkum (71.766 Euro) gehören zu den zehn reichsten Stadtteilen Düsseldorfs. Konsequenterweise wurden im Dezember 2006 lediglich 130 Empfänger (0,4 Prozent) von Arbeitslosengeld-II-Leistungen gezählt. Die Ausländerquote liegt mit 11,8 Prozent unter dem städtischen Durchschnitt von 16,8 Prozent. Bei den Herkunftsländern dominieren EU-Ausländer mit über 40 Prozent sowie US-Amerikaner und Japaner. In Kaiserswerth liegen die privaten International School of Düsseldorf, eines von zwei römisch-katholischen erzbischöflichen Gymnasien der Stadt sowie das Gymnasium der Evangelischen Kirche im Rheinland.

## Politik
| Sitzverteilung in der Bezirksvertretung Stadtbezirk 5 Düsseldorf 2020Insgesamt 19 Sitze - SPD: 2 - Grüne: 5 - CDU: 10 - FDP: 2 Bezirksvertretungswahl 2020in Prozent %50403020100 48,924,410,710,55,5 CDUGrüneFDPSPDSonst.Gewinne und Verlusteim Vergleich zu 2014 %p 12 10 8 6 4 2 0 −2 −4 −6 −8−10−2,8+12,0−1,6−8,2+0,7CDUGrüneFDPSPDSonst. |

## Zuordnungen
- Seit der Kommunalwahl 2004 besteht der Stadtbezirk 5 aus zwei Kommunalwahlbezirken. Der Kommunalwahlbezirk 21 umfasst die Stadtteile Wittlaer, Angermund und Kalkum, der Kommunalwahlbezirk 22 die Stadtteile Kaiserswerth, Lohausen und Stockum. Die direkt gewählten Mitglieder des Rates der Landeshauptstadt Düsseldorf sind Ruth Decker (CDU) für den Kommunalbezirk 21 (seit 2004) und Andreas-Paul Stieber (CDU) für den Kommunalwahlbezirk 22 (seit 2009).
- Seit der Bundestagswahl 2002 gehört der Stadtbezirk 5 gemeinsam mit den Stadtbezirken 1, 2, 4, 6 und 7 zum Bundestagswahlkreis 107 Düsseldorf I. Direkt gewählte Abgeordnete waren Michael Müller (2002–2005) und Hildegard Müller (CDU) (2005 bis zum Rücktritt 2008). Aktuell ist der Düsseldorfer Thomas Jarzombek (CDU) der direkt gewählte Abgeordnete im Deutschen Bundestag.
- Seit der Wahl zum Landtag Nordrhein-Westfalen 2005 gehört der Stadtbezirk 5 gemeinsam mit den Stadtbezirken 1 und 6 zum Landtagswahlkreis 40 Düsseldorf I.